# Ено Лудвиг (Източна Фризия)
Ено Лудвиг от Източна Фризия (на немски: Enno Ludwig Fürst von Ostfriesland; * 29 октомври 1632 в Аурих; † 4 април 1660 в Аурих) от род Кирксена е граф на Източна Фризия (1648 – 1654) и от 1654 г. първият княз на Източна Фризия.
Той е най-големият син на граф Улрих II от Източна Фризия (1605 – 1648) и съпругата му Юлиана фон Хесен-Дармщат (1606 – 1659), дъщеря на ландграф Лудвиг V фон Хесен-Дармщат и принцеса Магдалена фон Бранденбург.
Той расте и учи в Нидерландия, Франция и Швейцария. В двора на император Фердинанд III на 19 години е номиниран за почетен имперски дворцов съветник. Така императорът го обявява за пълнолетен.
Фамилята Кирксена получава на 18 април 1662 г. наследствената титла имперски княз.
Ено Лудвиг пада от коня си по време на лов и умира на 4 април 1660 г. на 27 години в Аурих и е погребан в църквата „Св. Ламберти“, Аурих. Наследен е от по-малкия му брат Георг Кристиан.

## Фамилия
Ено Лудвиг е сгоден за Хенриета Катарина фон Насау-Орания, но се жени на 3 или 7 ноември 1656 г. в Аурих за графиня Юстина/Юлиана София фон Барби-Мюлинген (* 14 април 1636; † 12 август 1677), дъщеря на граф Албрехт Фридрих фон Барби-Мюлинген (1597 – 1641) и София Урсула фон Олденбург-Делменхорст (1601 – 1642). Те имат две дъщери.
- Юлиана Луиза (* 16 май 1657; † 30 октомври 1715), омъжена 1700 г. тайно за пастор Йоахим Моргенвег, професор по религия в Хамбург († 1730)
- София Вилхелмина (* 17 октомври 1659, Аурих; † 4 февруари 1698, Бернщат), омъжена на 4 февруари 1695 г. или 6/7 декември 1695 г. в Хамбург за херцог Кристиан Улрих I фон Вюртемберг-Бернщат-Оелс (1652 – 1704)